# Rhizocarpon timdalii
Rhizocarpon timdalii är en lavart som beskrevs av Ihlen & Fryday. Rhizocarpon timdalii ingår i släktet Rhizocarpon och familjen Rhizocarpaceae.  Arten är reproducerande i Sverige. Inga underarter finns listade i Catalogue of Life.